# 마르케타 슈테호바
마르케타 슈테호바(체코어: Markéta Štechová, 1983년 ~ )는 체코의 배우, 가수이다.